# Sinagoga di Padova di rito italiano
La Sinagoga di Padova di rito italiano è la sola sinagoga tuttora in uso tra le varie che fiorirono nella città universitaria di Padova dal Rinascimento fino alla Seconda guerra mondiale.
Fu costruita nel 1584.
La sinagoga fu rimaneggiata nel 1581, 1631, 1830 e 1865. Fu chiusa nel 1892 allorché la comunità costruì una sinagoga moderna, ma riaprì dopo la guerra poiché nel 1943 i fascisti avevano bruciato la sinagoga moderna.
La sinagoga è sita al civico 9 di via San Martino e Solferino, nel ghetto storico. È lo stesso edificio che ospita gli uffici della comunità ebraica di Padova. Gli studenti in visita all'università possono unirsi in preghiera con la congregazione. I visitatori  possono ammirare la sinagoga contattando la comunità ebraica.
La sinagoga barocca misura 18 x 7 metri. Come è consueto nelle sinagoghe di rito italiano, la bimah e l'arca della Torah sono collocate ai lati opposti della stanza, e lo spazio intermedio è lasciato vuoto per accogliere il processionale.  Quello che invece è insolito nella sinagoga di Padova è che l'arca e la bimah stanno sulle pareti più lunghe della sinagoga.
L'arca della Torah, barocca e cinquecentesca, è fatta con il legno di un platano che fu colpito da un fulmine nel famoso giardino botanico dell'Università. Ha porte dorate, quattro colonne corinzie di marmo nero con venature bianche e fogliame intagliato. Il baldacchino ha la forma di un timpano spezzato.
La "maestosa" bimah è raggiunta da una rampa curva di otto gradini su ogni lato. Presenta un baldacchino ottagonale sostenuto da quattro colonne e quattro pilastri (due sporgenti dal muro). I capitelli corinzi delle colonne e dei pilastri sono dorati. Elaborati intagli barocchi sormontano il baldacchino.
Il soffitto è a cassettoni e dipinto. L'area tra l'arca della Torah e la bimah è una volta a botte a cassettoni, con grandi rosette barocche profondamente intagliate in ogni nicchia.
Il matroneo storico era posto su un soppalco (materialmente esistente, ma in disuso). Al giorno d'oggi, la sinagoga ha una sezione per le donne sul piano principale.

## Galleria d'immagini

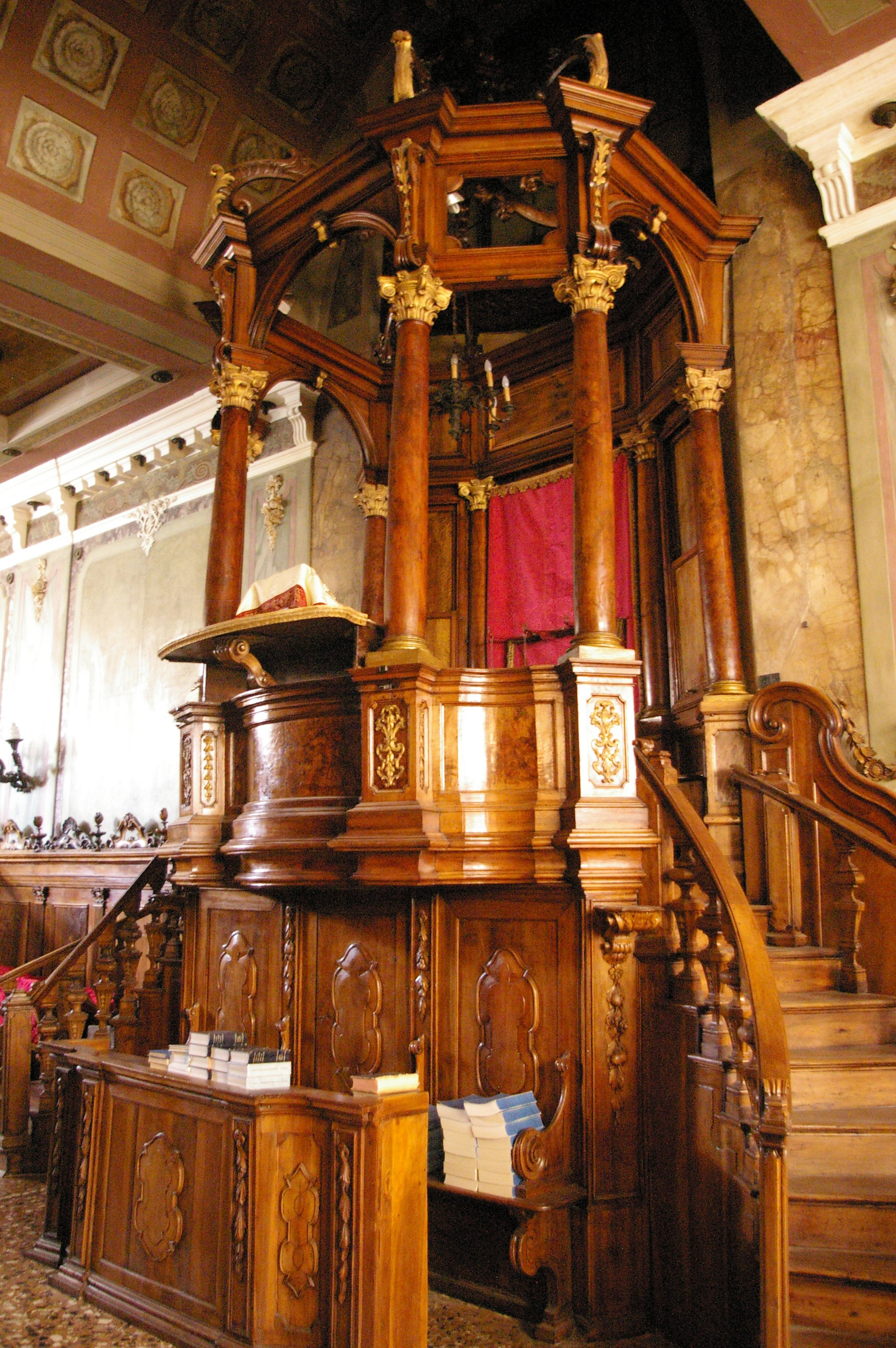
Bimah
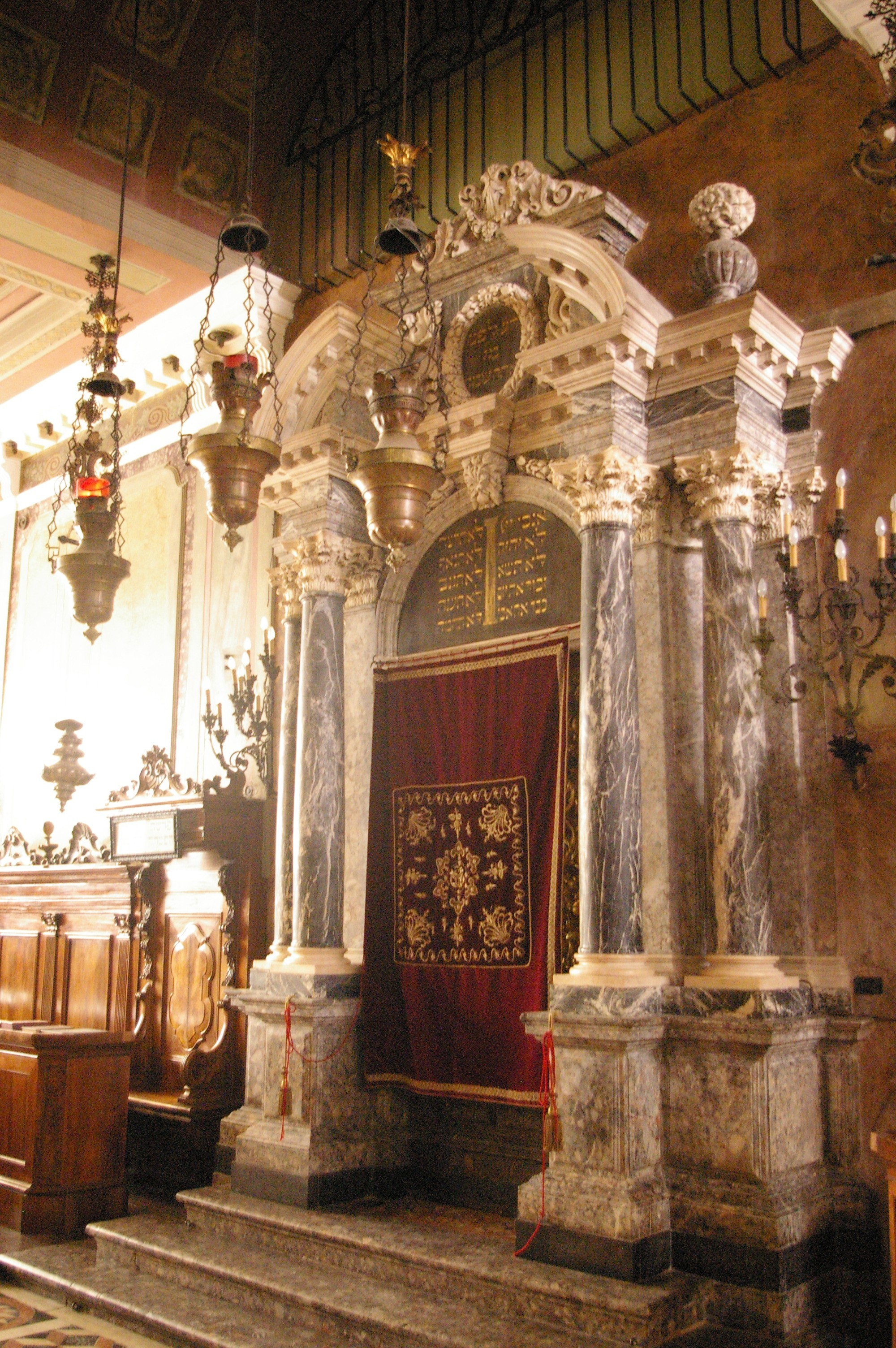
Arca della Torah
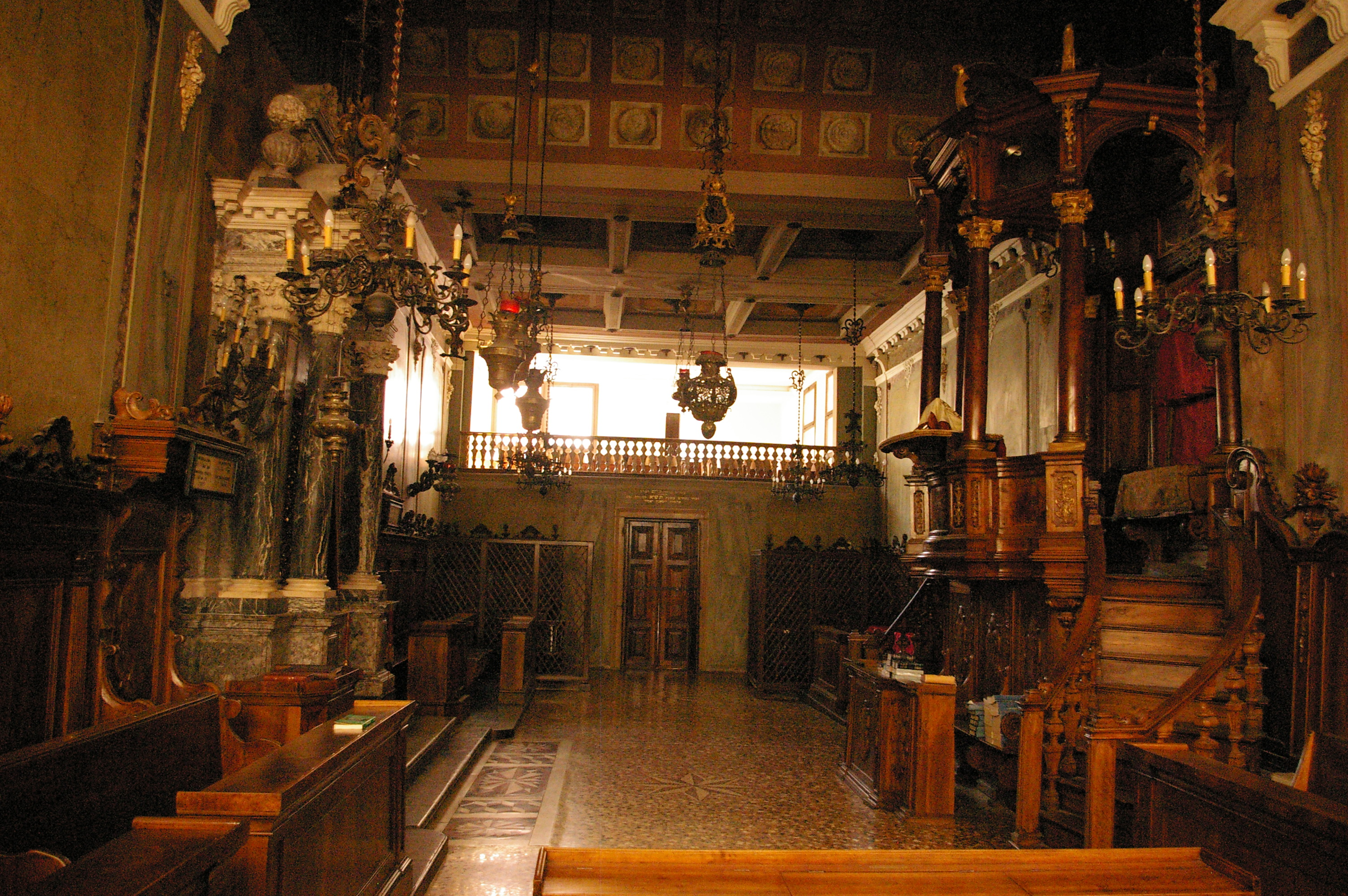
Veduta dell'interno